# Hofkriegsrat
Hofkriegsrat (nm.) – Nadworna Rada Wojenna, jeden z naczelnych organów administracji centralnej cesarstwa austriackiego. Było to ciało kolegialne, na czele którego stał prezydent. Rada została utworzona w roku 1556 i działała do roku 1848.

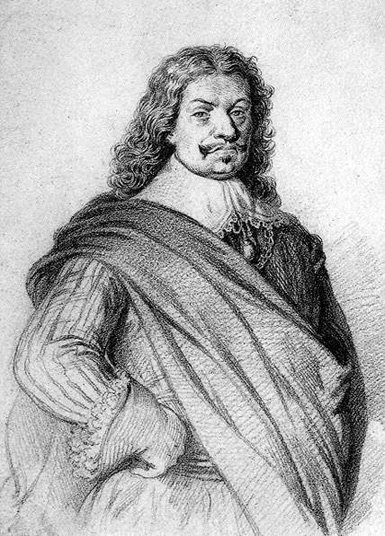
hr. Raimondo Montecuccoli

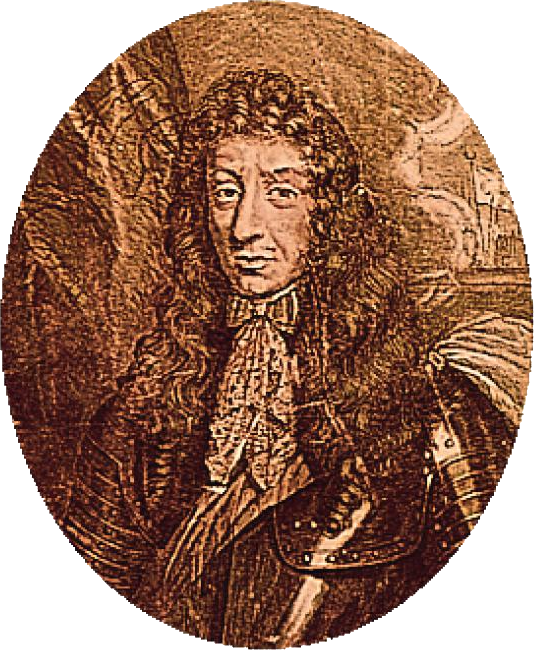
hrabia Ernst Rüdiger von Starhemberg

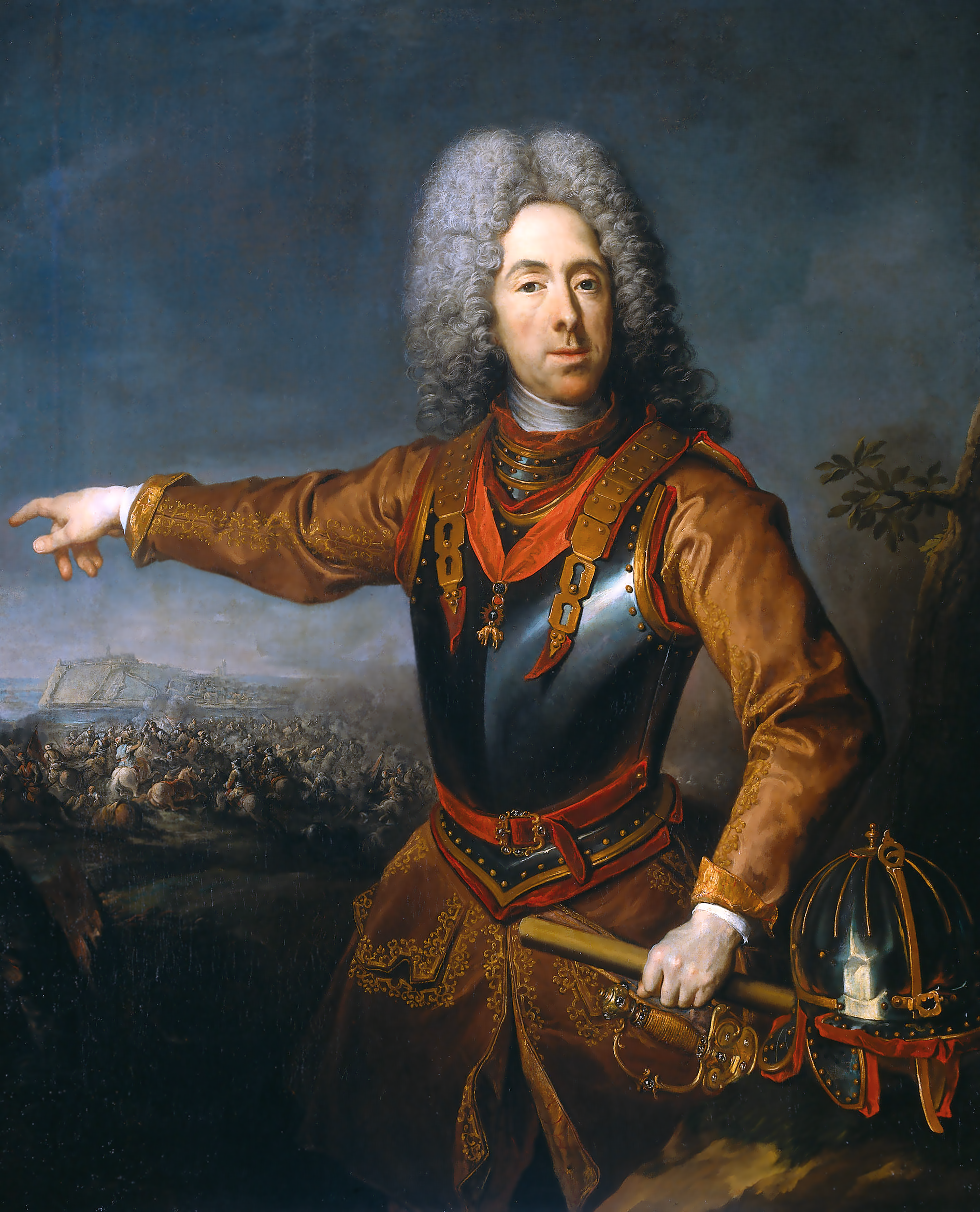
Eugeniusz Sabaudzki

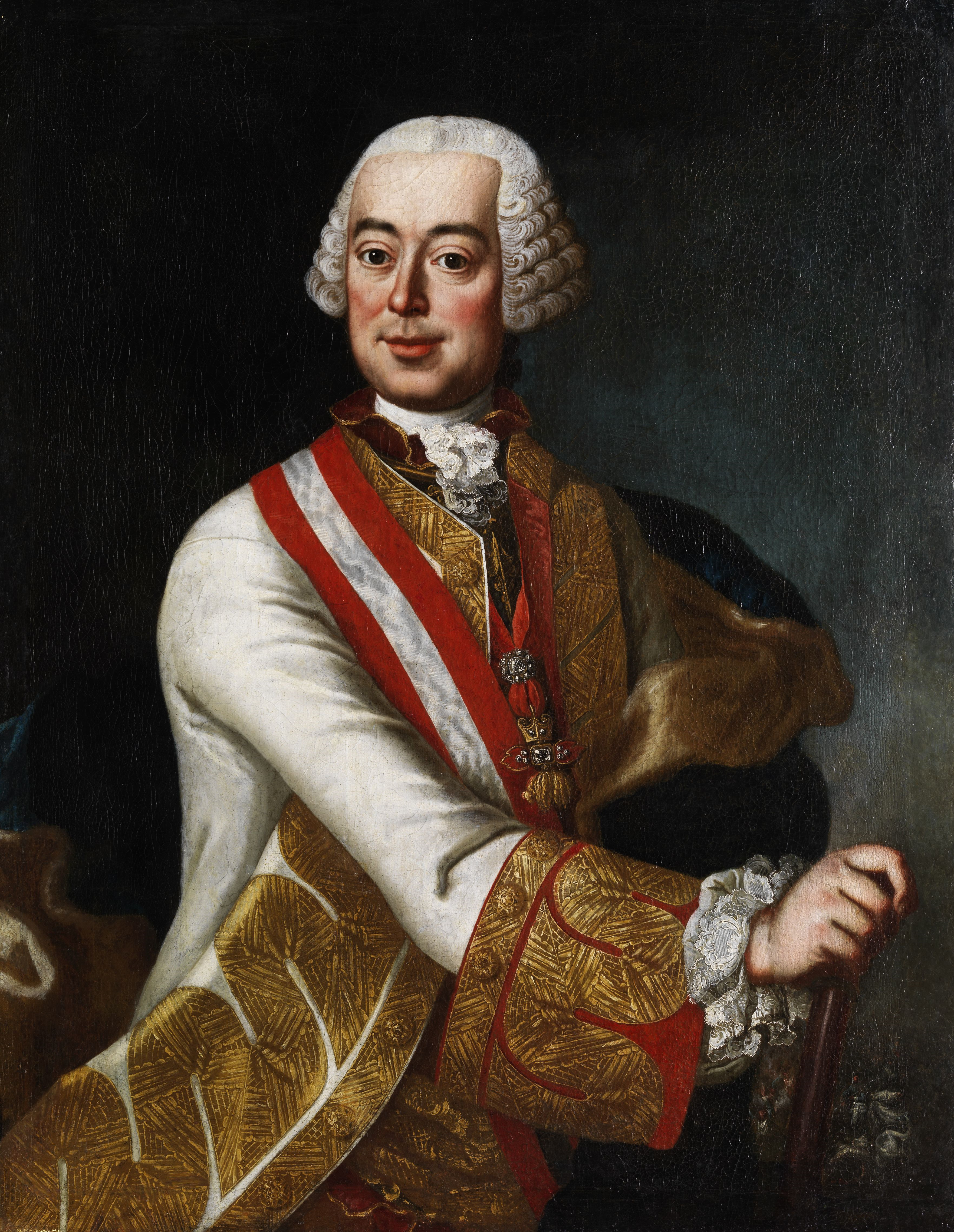
Leopold von Daun

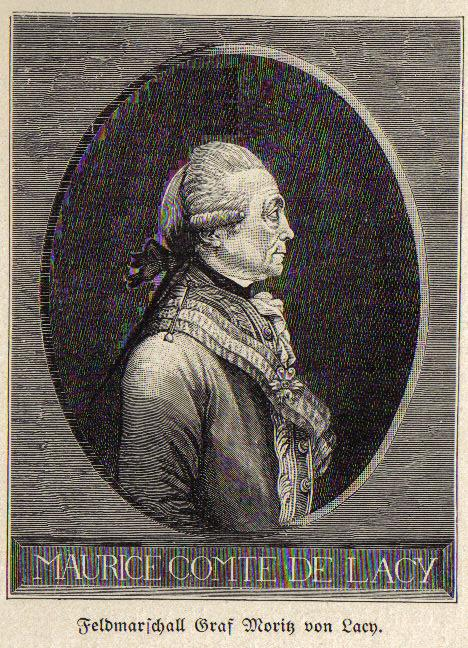
Franz Moritz von Lacy

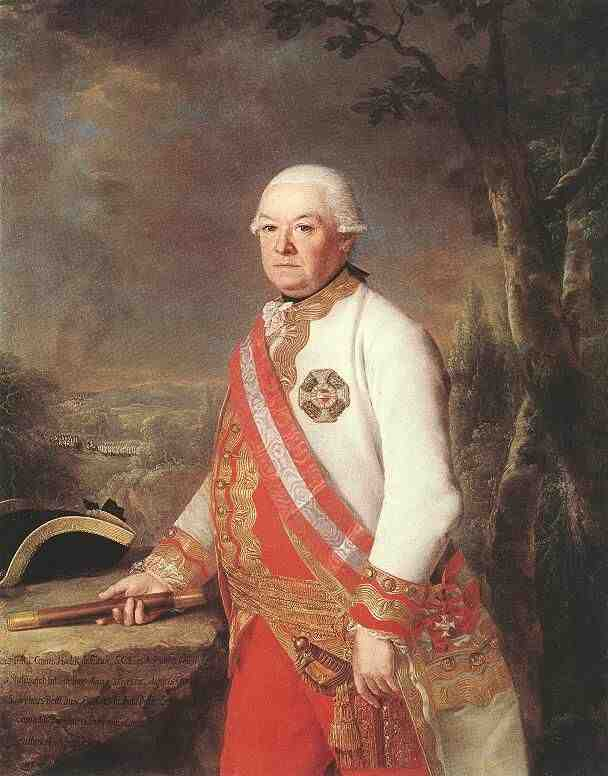
Andreas Hadik von Futak

## Prezydenci Hofkriegsratu

### XVI wiek
1. Ehrenreich von Königsberg 1556–1560
2. Gebhard von Welzer 1560–1566
3. Georg Teufel von Guntersdorf 1566–1578
4. Wilhelm von Hofkirchen 1578–1584
5. David Ungnad von Weißenwolf 1584–1599
6. Melchior von Redern 1599–1600

### XVII wiek
1. Karl Ludwig Sulz 1600–1610
2. Hans von Mollard 1610–1619
3. Johann Kaspar von Stadion 1619–1624
4. Rambold, hrabia Collalto 1624–1630
5. Hans Christoph von Löbel 1630–1632
6. Heinrich Schlick 1649–1665
7. Wenzel Lobkowitz, książę żagański 1649–1665
8. Annibale, książę Gonzaga 1665–1668
9. Raimondo Montecuccoli 1668–1681
10. Herrmann von Baden 1681–1691
11. Ernst Rüdiger von Starhemberg 1692–1701

### XVIII wiek
1. Heinrich von Mansfeld, książę Fondi 1701–1703
2. Eugeniusz Sabaudzki 1703–1736
3. Dominik von Königsegg-Rothenfels 1736–1738
4. Johann Philipp von Harrach 1738–1761
5. Leopold Joseph von Daun 1762–1766
6. Franz Moritz von Lacy 1766–1774
7. Andreas Hadik von Futak 1774–1790
8. Michael Joseph von Wallis 1791–1796
9. Ferdinand Tige 1796–1801

### XIX wiek
1. Arcyksiążę Karol Ludwik Habsburg 1801–1809
2. Heinrich von Bellegarde 1809–1813
3. Karl Philipp zu Schwarzenberg 1814–1820
4. Heinrich von Bellegarde 1820–1825
5. Friedrich von Hohenzollern-Hechingen 1825–1830
6. Ignaz Gyulay 1830–1831
7. Ignaz Hardegg 1831–1848